# Ruwvoer
Ruwvoer is een diervoeder met een hoog percentage (langzaam verteerbare) vezels en grote deeltjesgrootte. Hierin verschilt het van krachtvoer, dat gekenmerkt wordt door weinig vezels en kleine deeltjesgrootte.
Ruwvoer vormt de basis van het rantsoen en bestaat meestal uit  kuilgras en snijmaiskuil.
Ruwvoer heeft per gewichtseenheid een relatief lage voedingswaarde. Het wordt ingezet bij runderen, paarden en schapen. Naast ruwvoer en natte bijproducten voert men in de veehouderij ook groenvoer en krachtvoer.

## Bijproducten
Als resten uit voedings- en genotmiddelenindustrie direct aan vee wordt gevoerd, in plaats van verwerkt te worden in krachtvoer, dan wordt het een  'bijproduct' genoemd. Er wordt daarbij onderscheid gemaakt tussen natte bijproducten, zoals bierbostel, aardappelpersvezels, melasse en perspulp, en droge bijproducten, zoals verschillende soorten stro en gedroogde luzerne. Het grootste verschil tussen droge en natte bijproducten is het droge-stofgehalte.
Alhoewel bijproducten eigenlijk geen ruwvoer zijn kunnen ze in de juiste samenstelling wel als ruwvoer worden ingezet. Echter worden bijproducten ook vaak gezien als krachtvoeders.